# Trinchesia thelmae
Trinchesia thelmae is een slakkensoort uit de familie van de Trinchesiidae. De wetenschappelijke naam van de soort is voor het eerst geldig gepubliceerd in 1964 door Burn.